# Biomuseo
Biomuseo é um museu focado na história do Panamá, cujo istmo foi formado muito recentemente em tempo geológico, com grande impacto na ecologia do Hemisfério Ocidental. Localizado na Cidade do Panamá, no Panamá, foi projetado pelo renomado arquiteto Frank Gehry. Este foi o primeiro projeto de Gehry para a América Latina. O design foi concebido em 1999 e o museu foi inaugurado em outubro de 2014.
O Biomuseo destaca a história natural e cultural do Panamá, enfatizando o papel dos seres humanos no século XXI. Suas galerias contam a história de como a ascensão do istmo do Panamá mudou o mundo.

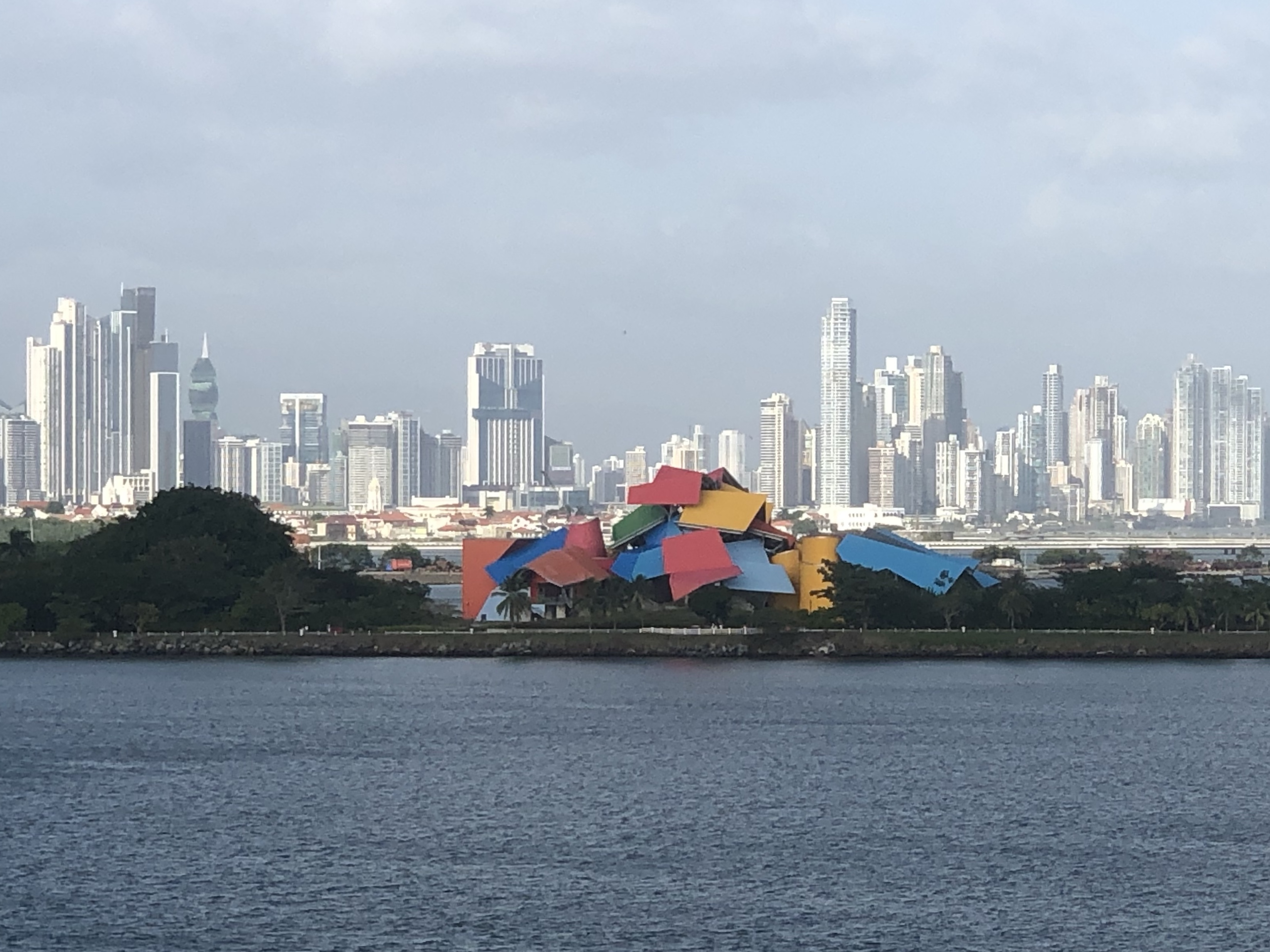
Biomuseu de Frank Gehry, visto a bordo de um navio próximo ao extremo sul do Canal do Panamá

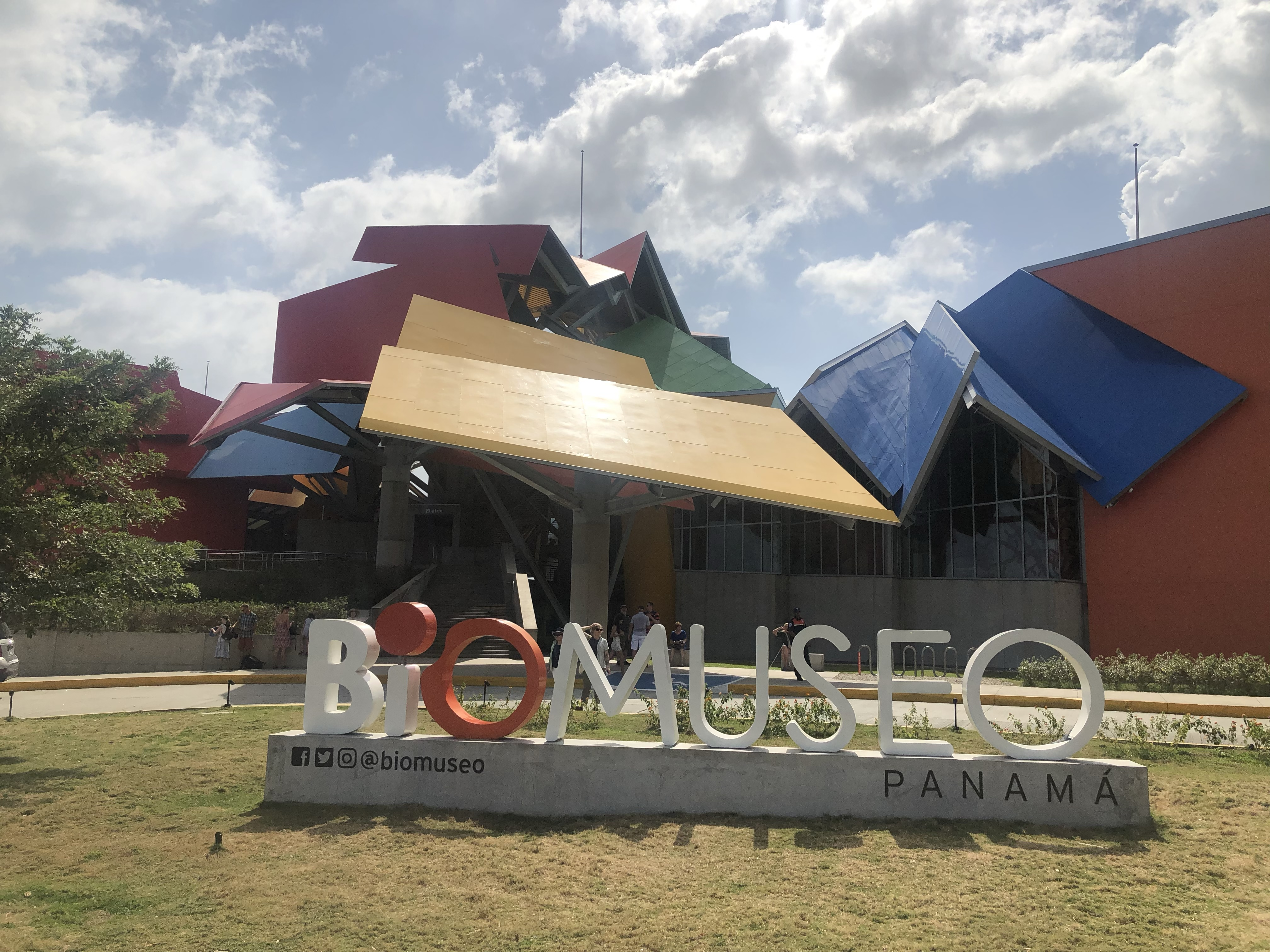
Biomuseu de Frank Gehry

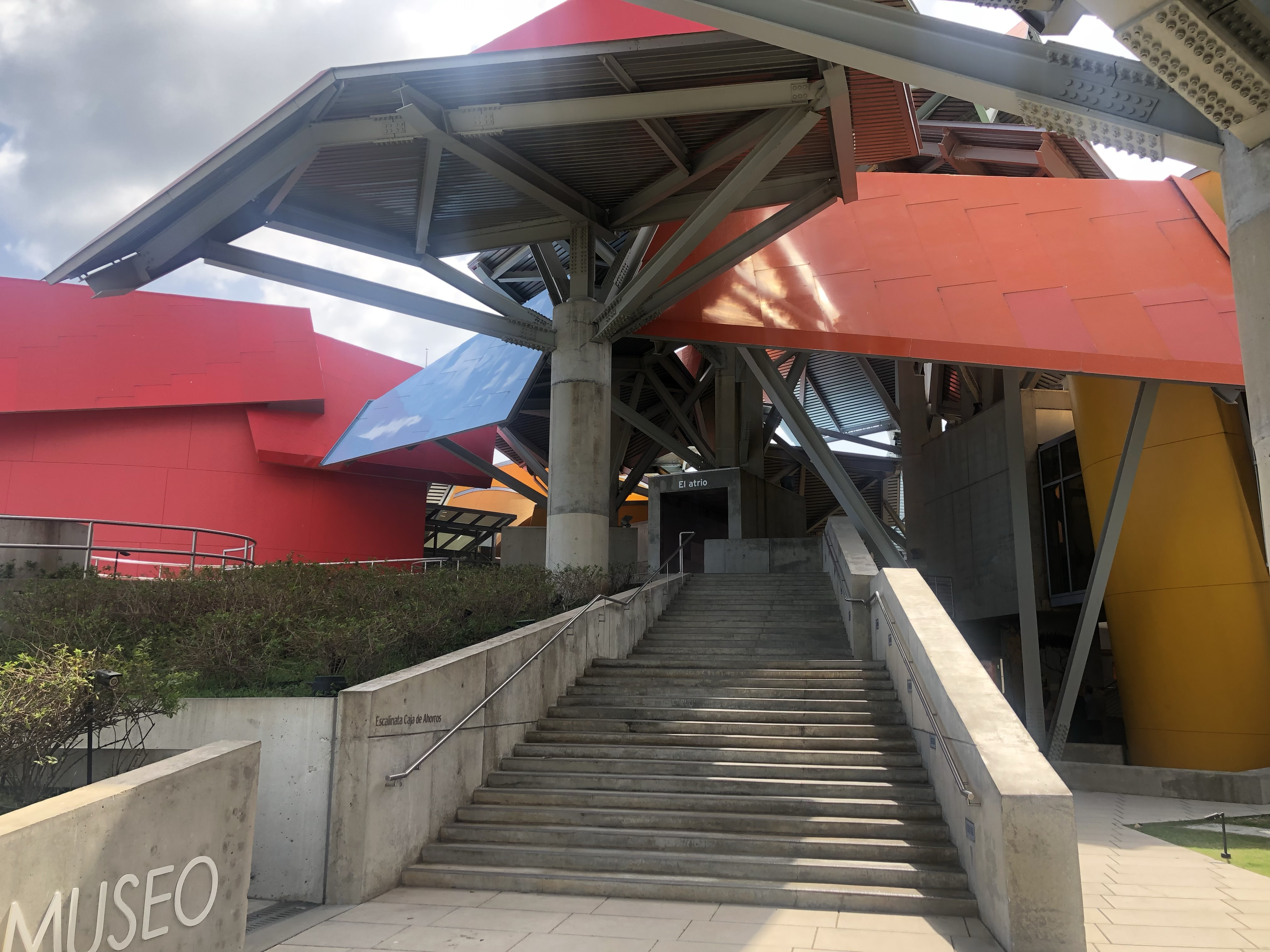
Entrada do biomuseu de Frank Gehry

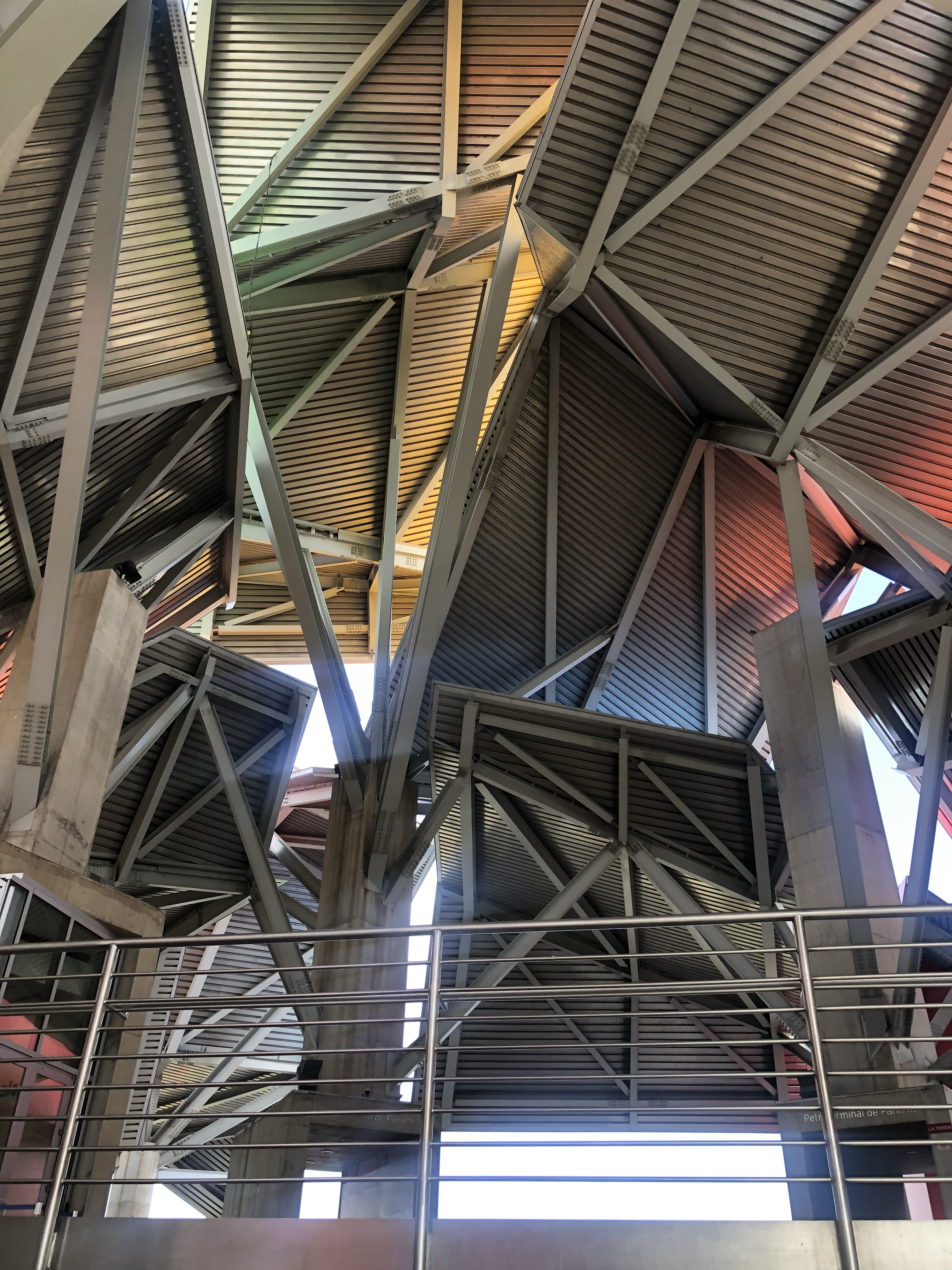
Vista interior do biomuseu de Frank Gehry

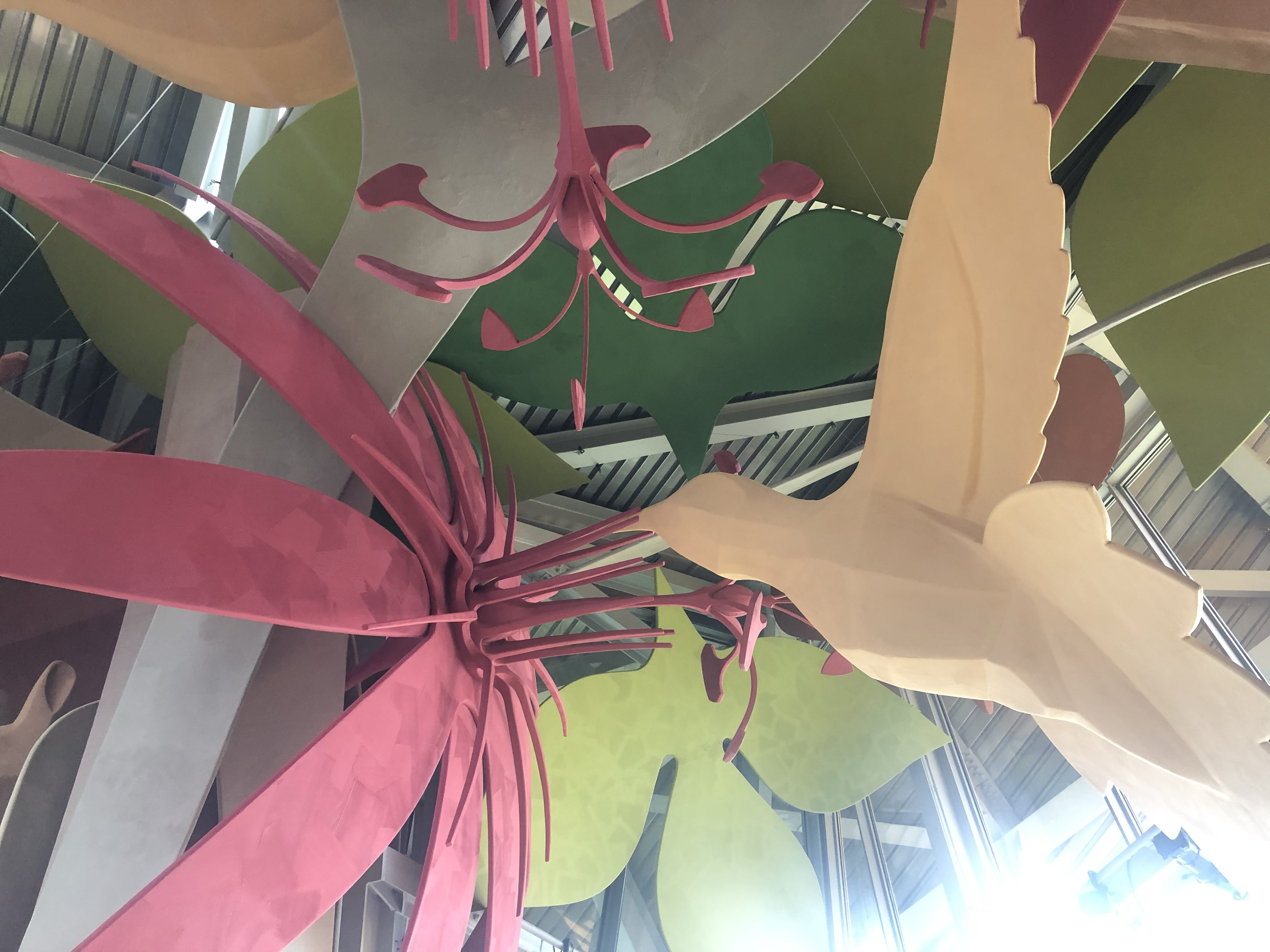
Exposição do beija-flor do biomuseu de Frank Gehry

## Efeito social
O projeto Gehry deve atrair turistas e ajudar a aumentar as atrações culturais do Panamá. O museu pode ter um efeito semelhante ao projeto Guggenheim de Gehry para Bilbao, que rejuvenesceu e colocou a cidade no mapa como um importante destino arquitetônico. 